# Myriopholis
Myriopholis är ett släkte i familjen äkta blindormar med cirka 25 arter. Flera arter som ingår listades tidigare i släktet Leptotyphlops.
Arterna är med en längd mindre än 75 cm liten och smal. De förekommer i Afrika och på Arabiska halvön. Individerna gräver i marken och de har främst termiter som föda. Honor lägger ägg.
Arter enligt The Reptile Database:
- Myriopholis adleri
- Myriopholis albiventer
- Myriopholis algeriensis
- Myriopholis blanfordi
- Myriopholis boueti
- Myriopholis braccianii
- Myriopholis burii
- Myriopholis cairi
- Myriopholis erythraeus
- Myriopholis filiformis
- Myriopholis ionidesi
- Myriopholis lanzai
- Myriopholis longicauda
- Myriopholis macrorhyncha
- Myriopholis macrura
- Myriopholis narirostris
- Myriopholis nursii
- Myriopholis occipitalis
- Myriopholis parkeri
- Myriopholis perreti
- Myriopholis rouxestevae
- Myriopholis tanae
- Myriopholis wilsoni
- Myriopholis yemenica